# Erythroxylum pyan
Erythroxylum pyan Costa-Lima é uma espécie que pertence ao gênero Erythroxylum P.Browne (da família das eritroxiláceas, a mesma da coca) e ocorre no Nordeste do Brasil.

## Distribuição
Esta espécie é endêmica da Região Semiárida do Brasil, com registros conhecidos nos estados do Piauí, Ceará, Rio Grande do Norte, Paraíba, Pernambuco e Bahia. É provável que também ocorre nos estados de Alagoas, Sergipe e Minas Gerais, especialmente pelo fato de ter sido registrada em áreas limítrofes com estes estados. A espécie ocorre estritamente em vegetação sobre substrato sedimentar, mais comumente do tipo arenoso, em áreas de caatinga, carrasco e matas decíduas.

## Usos
No Ceará e Rio Grande do Norte suas folhas e entrecasca são utilizadas para confeccionar uma bebida localmente chamada de "catuaba".